# Planckov tok
Planckov električni tok (oznaka {\displaystyle I_{P}\,}) je izpeljana enota v Planckovem sistemu enot.

## Definicija
Planckov električni tok se izračuna na naslednji način:
{\displaystyle I_{p}=q_{p}/t_{p}=(c^{6}4\pi \varepsilon _{0}/\kappa )^{\frac {1}{2}}}
kjer je:
- {\displaystyle q_{p}\,} Planckov naboj
- {\displaystyle t_{p}\,} Planckov čas
- {\displaystyle \varepsilon _{0}\,} = influenčna konstanta
- {\displaystyle \hbar } reducirana Planckova konstanta
- {\displaystyle \kappa \,} gravitacijska konstanta
- {\displaystyle c\,} hitrost svetlobe v vakuumu.

## Lastnosti
Planckov električni tok ima vrednost 
{\displaystyle \approx 3,47910^{25}\,} A.
Planckov tok je električni tok, ki v električnem prevodniku prenese Planckov naboj v Planckovem času.
Planckov tok je tudi električni tok, ki v dveh neskončno dolgima električnima prevodnikoma z zanemarljivo debelino, ki sta oddaljena 1 Planckovo dolžino in sta v vakuumu, delujeta drug na drugega z 1 Planckovo silo na vsako Planckovo dolžino vodnika. 